# Маурер, Ион Георге
Ион Георге Иосиф Маурер (рум. Ion Gheorghe Iosif Maurer, 23 сентября 1902, Бухарест, Королевство Румыния — 8 февраля 2000, Бухарест, Румыния) — румынский государственный деятель, премьер-министр Румынии в 1961—1974 годах.

## Биография
Ион Георге Маурер родился 23 сентября 1902 года в Бухаресте в семье эльзасского немца и румынки. Получил юридическое образование. Став адвокатом, защищал в суде представителей левого и антифашистского движения. Состоял в Румынской коммунистической партии (РКП; в 1948—1965 — Румынской рабочей партии (РРП)).
В 1942—1943 годах был заключен в тюрьму за свою политическую деятельность.
В послевоенные годы во внутрипартийной борьбе стал сторонником Георге Георгиу-Дежа. В первом правительстве занимал пост заместителя министра связи и общественных работ (1945—1946). В 1946—1947 гг. был членом делегации в Румынии на Парижской мирной конференции и некоторое время работал в Министерстве иностранных дел страны, но был уволен Анной Паукер. В течение десяти лет работал в Институте правовых исследований.
С 1946 по 1948 год — заместитель государственного секретаря министерства промышленности и торговли, с 1952 по 1953 год — главный государственный арбитр. Затем, в связи со смещением Анны Паукер, был обвинён в политической близорукости, снят с государственных постов и отправлен в Институт правовых исследований. После окончательной победы Георгиу-Дежа в борьбе за лидерство в партии и государстве вернулся в большую политику.
С 1957 по 1958 год — министр иностранных дел, с 1958 по 1961 год — председатель президиума Великого национального собрания, с 1961 по 1974 год — премьер-министр РНР/СРР. В конце 1950-х — середине 1960-х годов Маурер поддерживал формирование более националистической внешней политики РНР и улучшение отношений с США и некоторыми странами Западной Европы, имел хорошие взаимоотношения с Георгиу-Дежем. Пытался быть посредником в набиравшем оборот конфликте между СССР и КНР.
В борьбе за власть, развернувшейся после смерти Георгиу-Дежа в марте 1965 года, поддержал Николае Чаушеску в противовес Георге Апостолу. Когда РРП, а за одно по сути и страну возглавил Чаушеску, Маурер стал ещё сильнее влиять на внутреннюю и внешнюю политику страны. С 1965 года по начало 1970-х годов руководство страны было относительно коллективным.
При Чаушеску Маурер как глава румынского правительства способствовал временной внутриполитической либерализации в стране и ещё большему улучшению отношений с США и странами Западной Европы при одновременном осложнении и так непростых отношений с СССР. Так, в январе 1967 года Маурер провёл в Бухаресте не отличавшиеся сложной и прохладной обстановкой переговоры с министром иностранных дел Нидерландов, будущим генеральным секретарём НАТО Йозефом Лунсом. В том же месяце СРР установила дипломатические отношения с ФРГ, а в июне не стала разрывать отношения с Израилем, как это сделали другие европейские социалистические страны ввиду очередной арабо-израильской войны. В том же году Маурер совершил закончившийся весьма хорошо визит в США, где, в частности, провёл переговоры с тогдашним президентом страны Линдоном Джонсоном. В сентябре того же года он тайно посетил Северный Вьетнам и призывал местное руководство сесть за стол переговоров с Южным Вьетнамом. Способствовал формированию крайне негативной официальной позиции СРР в отношении ввода войск СССР и многих его европейских союзников в Чехословакию (1968). Как премьер-министр, совершил и ряд других визитов, среди которых, например, официальный визит в Великобританию в ноябре 1969 года. Самый долгий глава правительства в истории социалистической Румынии и Румынии в целом (в должности премьер-министра находился 12 лет и 343 дня).
В начале 1970-х годов взаимоотношения Маурера и Чаушеску стали менее безоблачными, чем в 1960-е. Однако какого-либо конфликта у них не было.
В марте 1974 года Ион Георге Маурер был отправлен на пенсию, однако продолжал принимать участие в главных партийных мероприятиях.
Скончался 8 февраля 2000 года в Бухаресте, дожив до 97 лет и став одним из самых долгоживущих глав правительств в мировой истории.

## Награды
- Герой СРР (1974).
- Дважды Герой Социалистического труда РНР/СРР (1962,1974).
- Кавалер Ордена Короны Румынии (1945).
- Кавалер Ордена Звезды Румынии (1947).
- Орден «23 августа» I степени (1959).
- Орден Тудора Владимиреску I степени (1966).
- Орден «Победа социализма» (1971).
- Орден Звезды СРР I степени (1982).